# Geografía eclesiástica visigótica

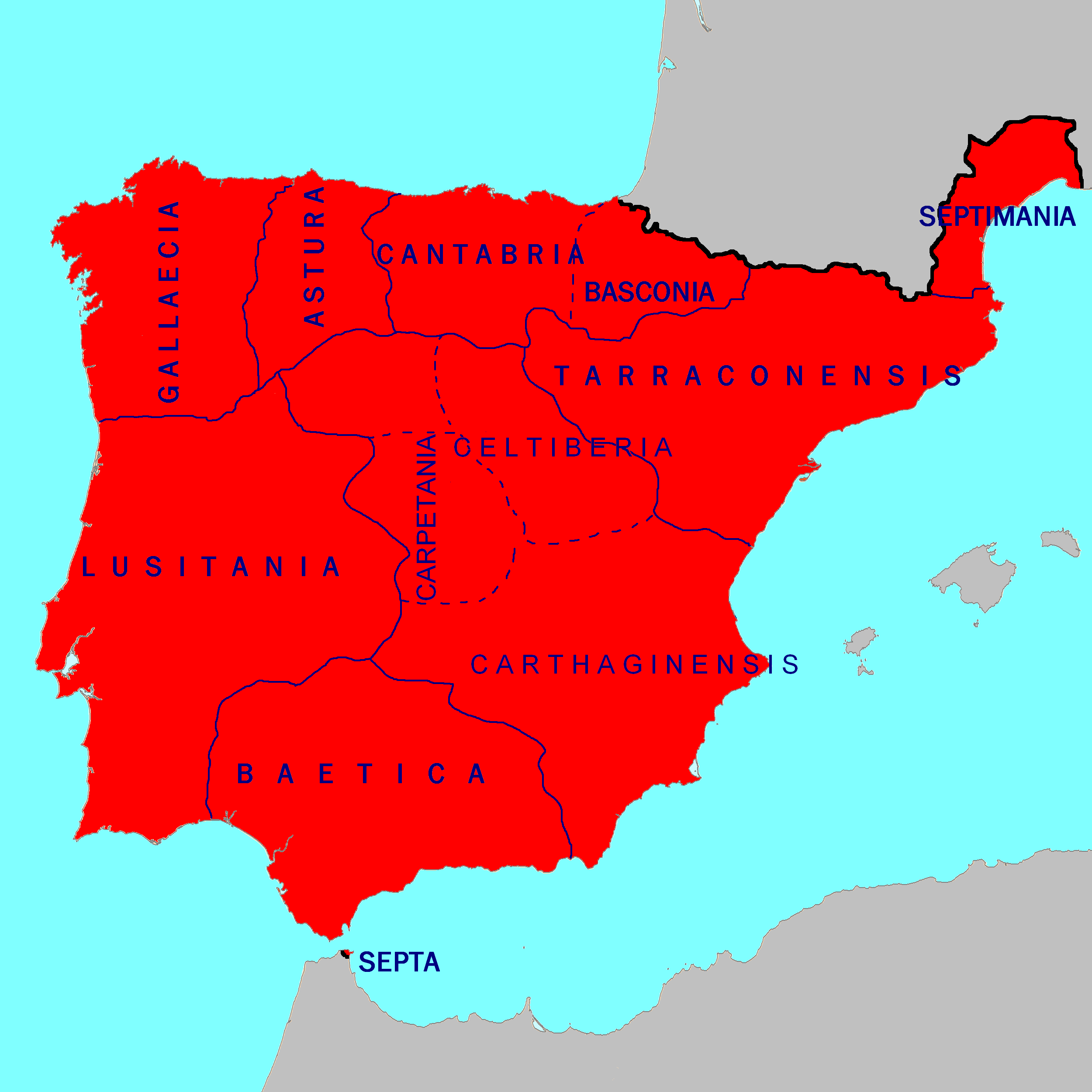
Hispania visigótica hacia el año 700, antes de la invasión musulmana de la península ibérica.

Por geografía eclesiástica visigótica  entendemos la división administrativa de la Iglesia católica en la Hispania visigoda, reino donde la estrecha relación entre los poderes civil y religioso, suponía que una Diócesis era algo más que un distrito o territorio en que tiene y ejerce jurisdicción espiritual un prelado, tal como consta en la historia del cristianismo en España.

## Antecedentes

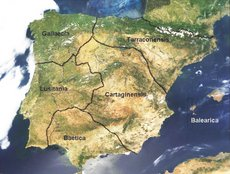
División provincial de Diocleciano en 298, con cinco provincias a las que se añade la Tingitana para constituir la Diocesis Hispaniarum.

La Diocesis Hispaniarum fue creada por el emperador romano Diocleciano. Las provincias altoimperiales de Hispania Lusitania y Baetica mantuvieron sus límites, pero la provincia Tarraconensis fue dividida en tres provincias menores, la Gallaecia, la Carthaginense y la Tarraconensis, desgajándose de esta última la Balearica a mediados del siglo IV. Cada provincia estaba dividida en varios conventus. La diócesis desapareció en 409, cuando vándalos, suevos y alanos entraron en la Península.

## Fuentes históricas

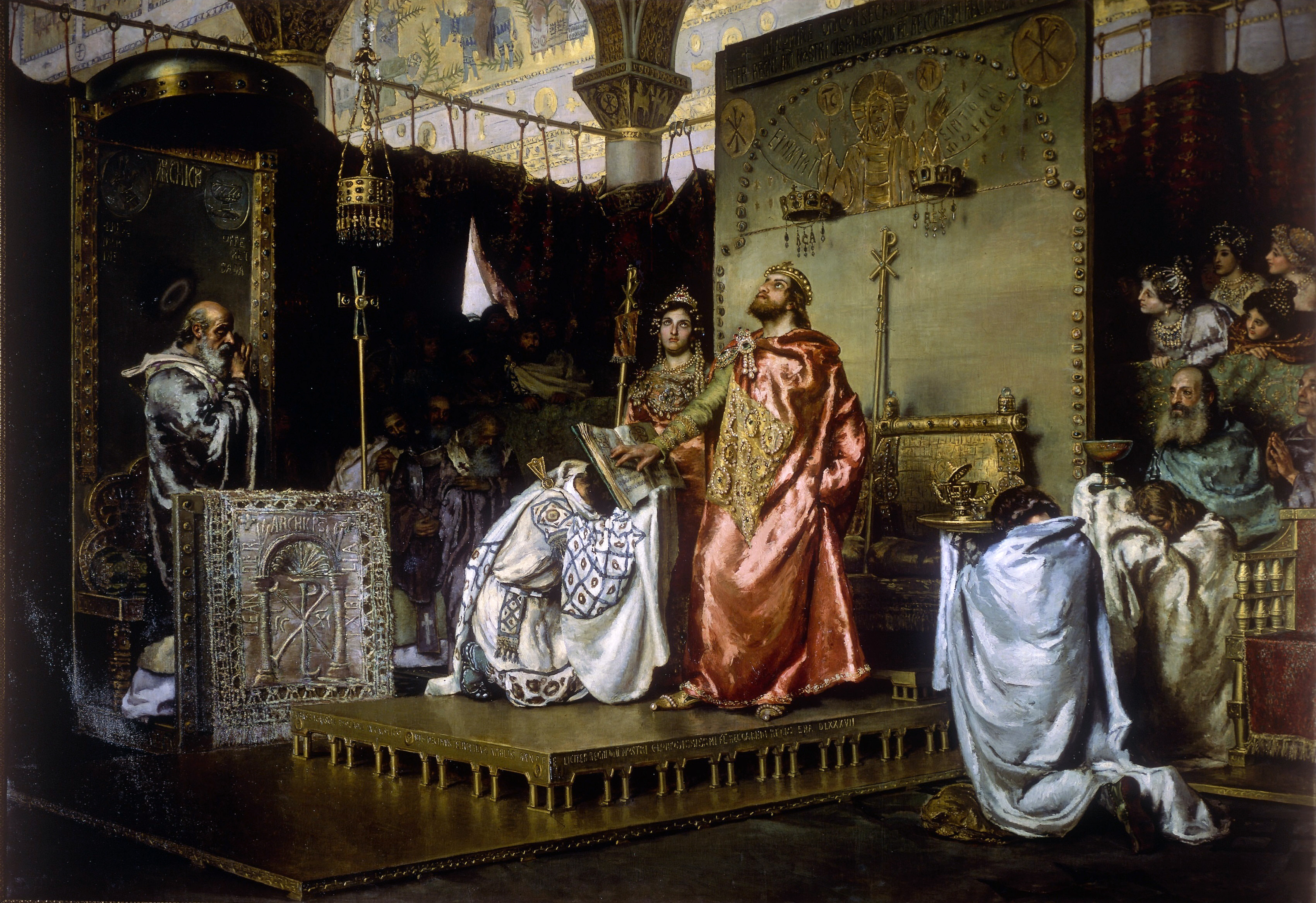
La conversión de Recaredo, en una pintura histórica de Antonio Muñoz Degrain (1887).

### Cartaginense

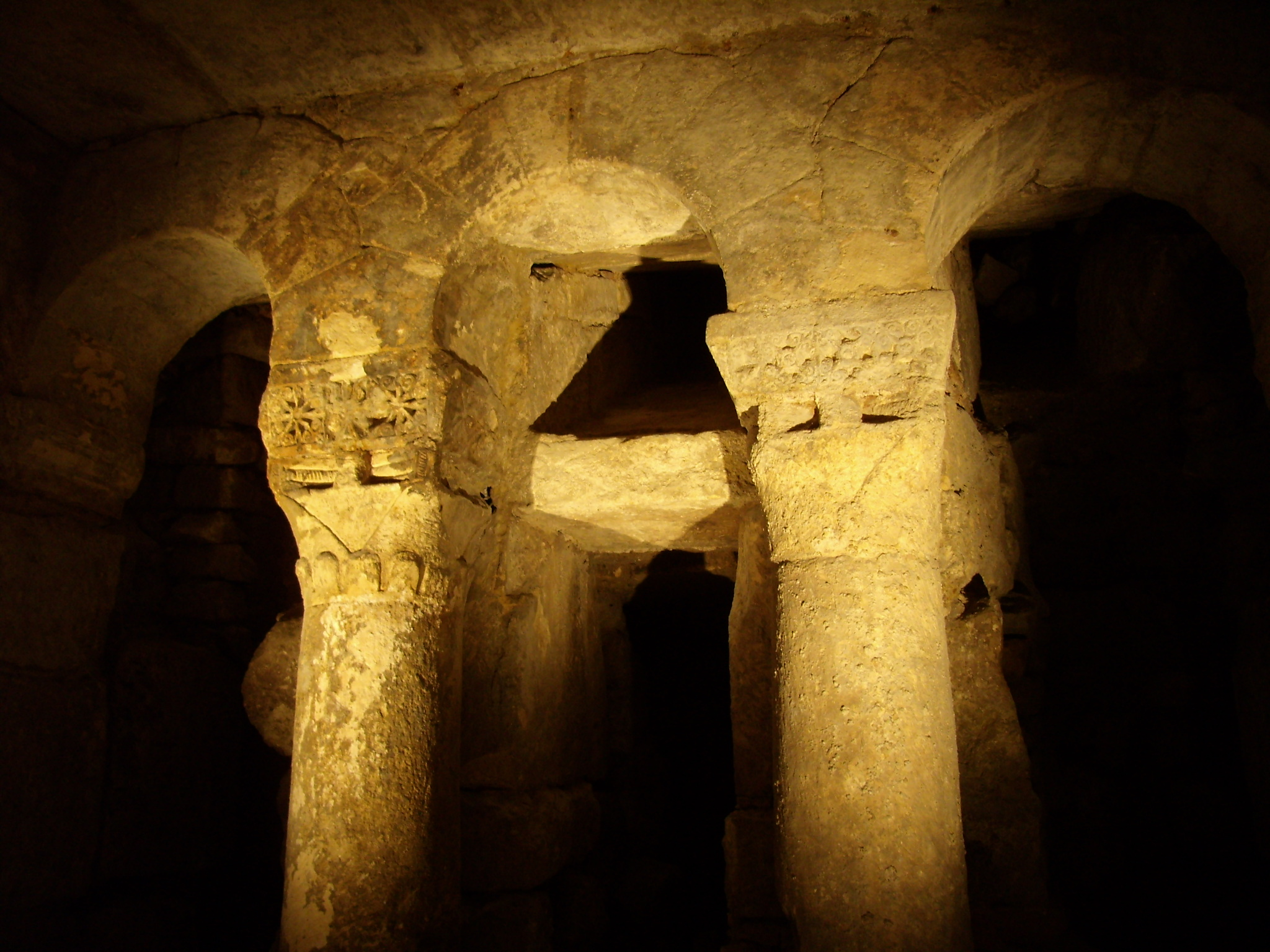
Restos visigodos de la Cripta de San Antolín.

### Bética

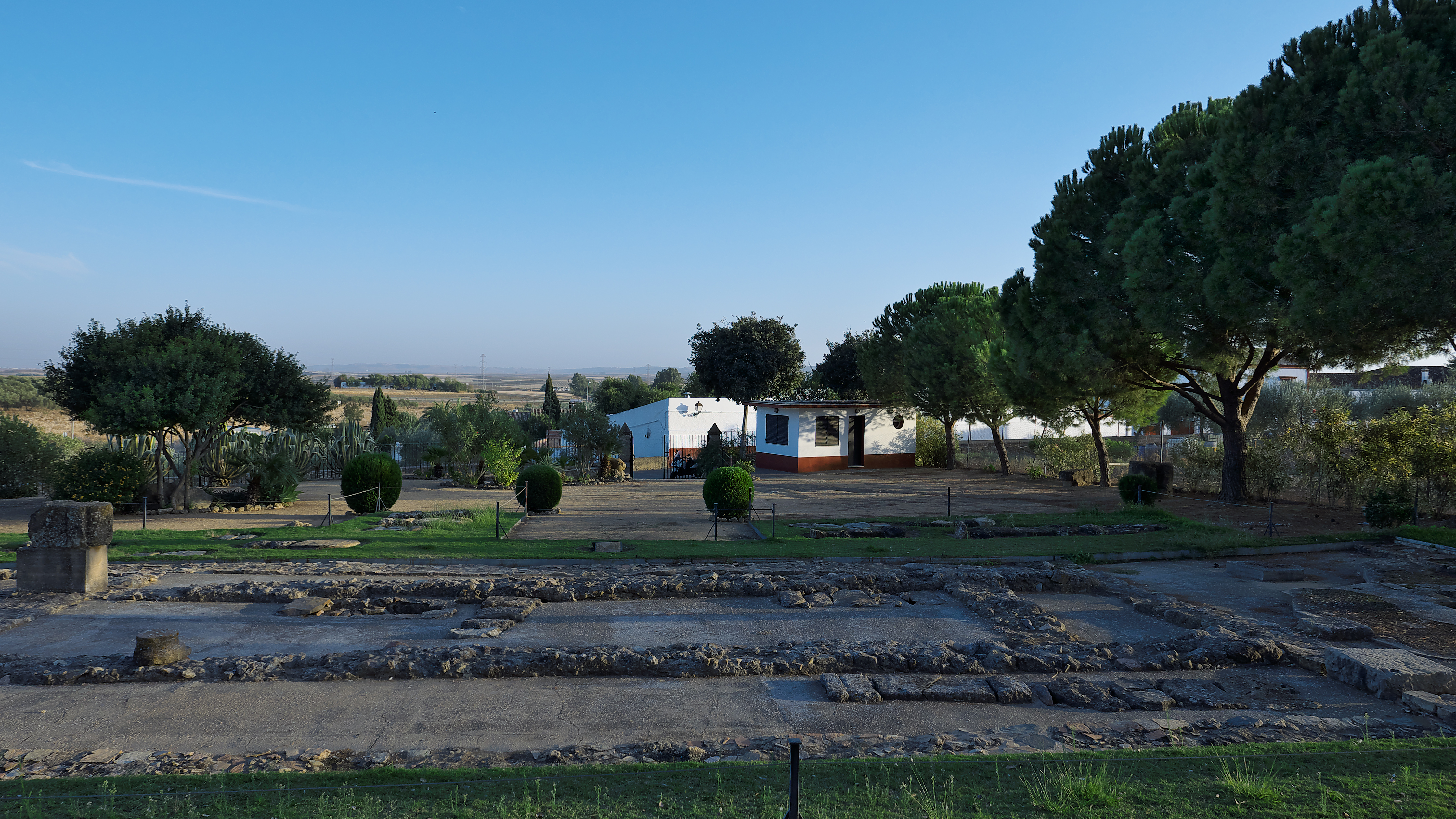
Basílica paleocristiana de Gerena (s. V)

### Gallaecia

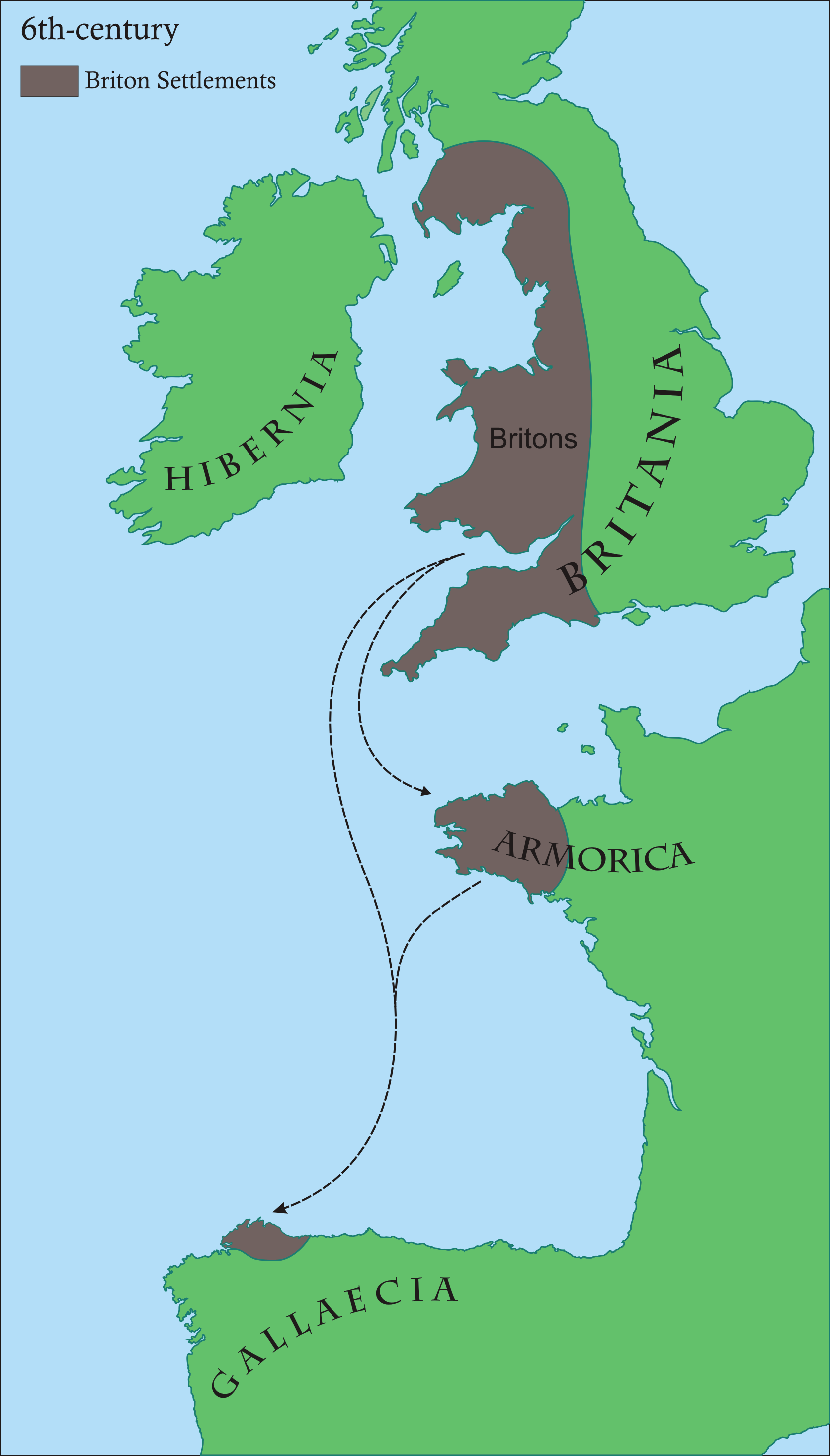
Áreas con culturas de origen britónico en el

### Tarraconense

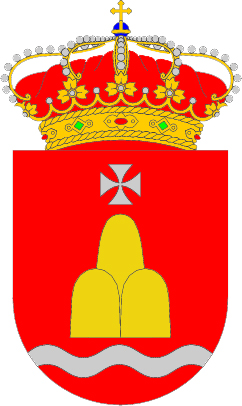
Escudo de Villafranca Montes de Oca.